# 극락조 (영화)
"극락조"는 1975년에 개봉한 대한민국의 영화이다.

## 캐스팅
- 강신성일 : 정우 역
- 윤정희
- 김동원
- 이자영